# Ковач Ігор Костянтинович
Ковач Ігор Костянтинович  (2 листопада 1924,станиця Пролетарська, нині Ростовська область Російської Федерації — 24 жовтня 2003, Харків) — український композитор. Заслужений діяч мистецтв України (1975).

## Життєпис

Меморіальна дошка у Харкові

Народився 2 листопада 1924 р. у станиці Пролетарській, Ростовської області. Батько — Ковач Костянтин Володимирович (24 грудня 1899 — 6 вересня 1939) — композитор та піаніст, Заслужений діяч мистецтв Абхазької АССР (1933). Перший збирач абхазьких народних пісень. Організатор музичного училища, симфонічного оркестру, етнографічного хору та струнного квартету в Сухумі.
Учасник Другої світової війни.
Закінчив Харківську консерваторію по класу композиції В. Барабашова. У 1947—1954 рр. працював педагогом музичної школи та музичного училища в Ялті. З 1959 року — викладач, доцент (1977), професор (1982), завідувач кафедро композиції та інструментування (з 1983) Харківського інституту мистецтв. Лауреат Міжнародного конкурсу композиторів ім. Г. Венявського (Познань, 1966), обласної комсомольської премії ім. Зубарєва (1968). Заслужений діяч мистецтв УРСР (1975), член Національної спілки композиторів України.
Автор музики до науково-популярного фільму «Діалектика якості» (1977) та документальних стрічок: «Революція продовжується» (1967), «Сторінки біографії» (1970). І. К. Ковач — автор творів: опери-балету «Та, що біжить по хвилях» (1987); опери «Блакитні острови» (1988); дитячих балетів «Північна казка» (1975), «Бембі» (1983); муз. комедій «Біля самого синього моря» (1977), «Шлях до сонця» (1981), «Фіктивне одруження» (1988); вок. –симф. — Ораторія (1970), «Пісня Ассоль» (1990); для симфонічного оркестру — Сюїта (1959), сюїта «Країна Гренландія» (1994), поема «Таврія» (1967), Святкова увертюра (1963), 4 симфонії (1965, 1981 — «Пам'яті А. Хачатуряна», 1983, 1984 — «Сни солдатські»), «Дифірамб» (1976); для камерного оркестру — Соната-пікколо (1975); Концертино — для фортепіано з оркестром (1974), для скрипки та камерного ансамблю (1985), для гобоя і камерного оркестру (1994), для віолончелі з концертом (1976, 1990) та ін.; п'єси, хори, романси, пісні; музики до театральних вистав і кінофільмів.
Нагороджений орденом Трудового Червоного Прапора, орденом Вітчизняної війни 2-го ступеня та медалями.
Заслужений діяч мистецтв України (1975).
Помер 24 жовтня 2003 року в Харкові.
Син — Ковач Юрій Ігорович, педагог, диригент.